# Lycidas chlorophtalmus
Lycidas chlorophtalmus är en spindelart som först beskrevs av Simon 1909.  Lycidas chlorophtalmus ingår i släktet Lycidas och familjen hoppspindlar. Inga underarter finns listade i Catalogue of Life.